# 科特迪瓦国旗

科特迪瓦国旗由三条同样宽度的竖条组成：左侧为橙色，中间为白色，右侧为绿色。在象牙海岸憲法第29條之中確立了國家象徵的地位。

## 國旗設計
橙色代表科特迪瓦北部的草原，绿色代表该国南部几内亚湾沿岸的密布森林，而白色则寓意科特迪瓦南北人民团结一致建设国家。
科特迪瓦国旗沿袭宗主国法国的国旗布局设计的，是三色旗的一種。同时科特迪瓦国旗用色与爱尔兰国旗相同，只是颜色排列正好相反，而爱尔兰国旗也是从法国国旗所延伸出来的旗帜。
國會議長讓德拉福斯宣示了國旗顏色的象徵：

國家象徵必須象徵著祖國：
- 橘色：象徵著象牙海岸線的大地，同時也代表著人民奮鬥的意義，是青年解放此地的鮮血；
- 白色：和平，指引我們走向正確的道路；
- 綠色：象徵著千秋萬世的和平，也許我們擁有更好的未來。

该国旗1959年12月4日起正式启用。

### 国旗类似情况
爱尔兰国旗的配色与科特迪瓦国旗相似，但绿色在升旗侧，且比例更宽（1:2 而不是 2:3）。当穆里耶勒·艾赫尔庆祝赢得2018年世界室内60米短跑冠军时，由于没有科特迪瓦国旗可挥舞，她从观众那里借了一面爱尔兰国旗并将其反转过来。由于这种相似性，在北爱尔兰，阿尔斯特主义支持者有时会亵渎科特迪瓦国旗，将其误认为是爱尔兰国旗。 在某些情况下，在北爱尔兰悬挂的科特迪瓦国旗附近会有明确标明的标志，以免阿尔斯特支持者将其误认为是爱尔兰国旗而亵渎它。

1:2
2:3

尼日尔国旗也是在1959年采用的，当时尼日尔和科特迪瓦都是协约国理事会的成员，国旗是橙色、白色和绿色的水平三色旗；与科特迪瓦国旗一样，橙色和绿色有时被认为分别代表干旱的北部和较肥沃的南部。

2:3
3:5
1:2

## 顏色
根據法律規定，象牙海岸的國旗由左至右由橘、白、綠三等分組成，各佔1/3，長寬比例是2:1；橫掛國旗時，橘色必須位於旗杆一側。縱使象牙海岸的國旗與愛爾蘭國旗相當相似，但比例相反，且其橘色較愛爾蘭深一些。
該國法律同時規定了國旗的標準顏色：
| 顏色 | 彩通   | RGB           | 十六進位制 | CMYK          |
| ---- | ------ | ------------- | ---------- | ------------- |
| 橘   | 151C   | 255, 130, 0   | #FF8200    | 0, 70, 100, 0 |
| 白   | 不適用 | 255, 255, 255 | #FFFFFF    | 0, 0, 0, 0    |
| 綠   | 347C   | 0, 154, 68    | #009A44    | 77, 20, 95, 4 |